# Enzo Ferrario
Enzo Nicolás Ferrario Arguello  (Chicago, Illinois, Estados Unidos 3 de marzo del 2000) es un futbolista profesional chileno- estadounidense que se desempeña como defensor central y actualmente milita en Audax Italiano de la Primera División de Chile.

## Trayectoria

### Universidad Católica
Se integró a las inferiores de Universidad Católica en 2016, después de su paso por el Club Barnechea, destacando como defensa central, lateral o volante central. Tras la llegada de Beñat San José al cuadro cruzado en 2018, comenzó a ser considerado para debutar en Universidad Católica, sin embargo, no disputó ningún minuto en la primera división. Al año siguiente, con Gustavo Quinteros como técnico fue citado en diversas ocasiones para la primera división. A inicios de enero de 2020, fue transferido en condición de préstamo a Deportes La Serena, con el fin de que sume minutos profesionalmente.

### Deportes La Serena
Tras ser cedido en condición de préstamo en enero de 2020, hasta fin de año, debutó profesionalmente el 14 de marzo de 2020, en el empate a 0 entre Deportes La Serena y Everton por la octava fecha de la Primera División de Chile 2020. Tras finalizar 2021, Ferrario renovó su préstamo con el club por una temporada más, hasta su término contractual con la UC en 2022.

### Unión La Calera
En diciembre de 2022, fue anunciado como nuevo jugador de Unión La Calera.

## Estadísticas

### Clubes
| Club                         |               | Temporada     | Liga  | Liga  | Copas nacionales | Copas nacionales | Torneos internacionales | Torneos internacionales | Total | Total |
| Club                         | Part.         | Temporada     | Goles | Part. | Goles            | Part.            | Goles                   | Part.                   | Goles |       |
| ---------------------------- | ------------- | ------------- | ----- | ----- | ---------------- | ---------------- | ----------------------- | ----------------------- | ----- | ----- |
| Universidad Católica · Chile | 1.ª           | 2019          | —     | —     | —                | —                | —                       | —                       | 0     | 0     |
| Deportes La Serena · Chile   | 1.ª           |               |       |       |                  |                  |                         |                         |       |       |
| Deportes La Serena · Chile   | 1.ª           | 2020          | 15    | 0     | —                | —                | —                       | —                       | 15    | 0     |
| Deportes La Serena · Chile   | 1.ª           | 2021          | 22    | 0     | —                | —                | —                       | —                       | 22    | 0     |
| Deportes La Serena · Chile   | 1.ª           | 2022          | 13    | 0     | 1                | 0                | —                       | —                       | 14    | 0     |
| Deportes La Serena · Chile   | Total club    | Total club    | 50    | 0     | 1                | 0                | 0                       | 0                       | 51    | 0     |
| Unión La Calera · Chile      | 1.ª           | 2023          | 6     | 0     | —                | —                | —                       | —                       | 6     | 0     |
| Unión La Calera · Chile      | 1.ª           | 2024          | 26    | 1     | 1                | 0                | 6                       | 0                       | 33    | 1     |
| Unión La Calera · Chile      | Total club    | Total club    | 32    | 1     | 1                | 0                | 6                       | 0                       | 39    | 1     |
| Audax Italiano · Chile       | 1.ª           | 2025          | 0     | 0     | 0                | 0                | —                       | —                       | 0     | 0     |
| Audax Italiano · Chile       | Total club    | Total club    | 0     | 0     | 0                | 0                | 0                       | 0                       | 0     | 0     |
| Total carrera                | Total carrera | Total carrera | 82    | 1     | 2                | 0                | 6                       | 0                       | 90    | 1     |
| 1. 2.                        |               |               |       |       |                  |                  |                         |                         |       |       |